# Església del Salvador (València)
La Reial Església del Santíssim Crist del Salvador o Església del Salvador és una de les tretze esglésies amb què Jaume I va dotar a la ciutat, encara que és una de les que més transformacions ha sofert. Està situada al barri de la Seu al centre de la ciutat de València, als carrers del Salvador i Trinitaris.

## Història i evolució artística
Amb la conquesta cristiana de la ciutat es creà una xarxa de parròquies, que agrupaven en deu comunitats als colons cristians en principi al voltant d'antigues mesquites. La del Salvador fou una d'aquestes primeres esglésies i abans de la mort de Jaume I es reconstruí more christiano, igual que la resta, exceptuant Sant Tomàs. Aleshores ocupava per les seues rendes i feligresos un lloc mitjà entre les esglésies de la ciutat, a mitjans del segle xiv havia caigut fins al novè lloc segons la tributació dels feligresos. Aquesta decadència relativa contrasta amb la gran devoció cap a la imatge del Crist del Salvador, arribat miraculosament a la ciutat el 1250 com relaten Ballester i Ortí. Aquest culte al Salvador i la seua llegenda centraren l'atenció dels nostres cronistes, sense parar atenció sobre el temple.
Cap a l'any 1377 l'església s'estava ampliant, el 21 d'abril el Consell de la Ciutat concedí una subvenció a l'obra del Salvador amb càrrec als llegats piadosos incerts dels testaments i altres últimes voluntats de qualsevol parroquià. Amb aquesta acció es pagava una ampliació o reconstrucció de l'església, com també ho feren moltes altres de la ciutat a mitjans del segle xiv.
D'aquesta etapa constructiva l'element més destacat que es conserva és el campanar. És de secció quadrada, de pedra, i amb un cos de campanes obert amb buits de mig punt. Es restaurà l'any 1999. Aquest aspecte arcaic, romànic, no era estrany, ja que molts altres campanars oferien aquest aspecte fins que s'ampliaren o reconstruïren en els segles xvii i xviii principalment, això s'observa a les vistes de la ciutat dibuixades per Wijngaerde cap al 1563.
El 18 de novembre de 1538 s'hi col·loca la primera pedra de la nova fàbrica, i el 1549 s'acaba amb l'ampliació del temple per la capçalera i la construcció de nova planta del cor, l'altar major, la sagristia i l'arxiu. Així doncs, es reconstruí l'edifici, que es cobrí amb volta de creueria com passava en altres esglésies dels anys trenta i quaranta del segle xvi. L'única resta visible d'aquest període a l'interior serien els nervis i la clau de pedra conservats als peus del temple, sobre el cor. A l'exterior l'ampliació és visible a la capçalera del temple, tant en planta com a l'alçat.

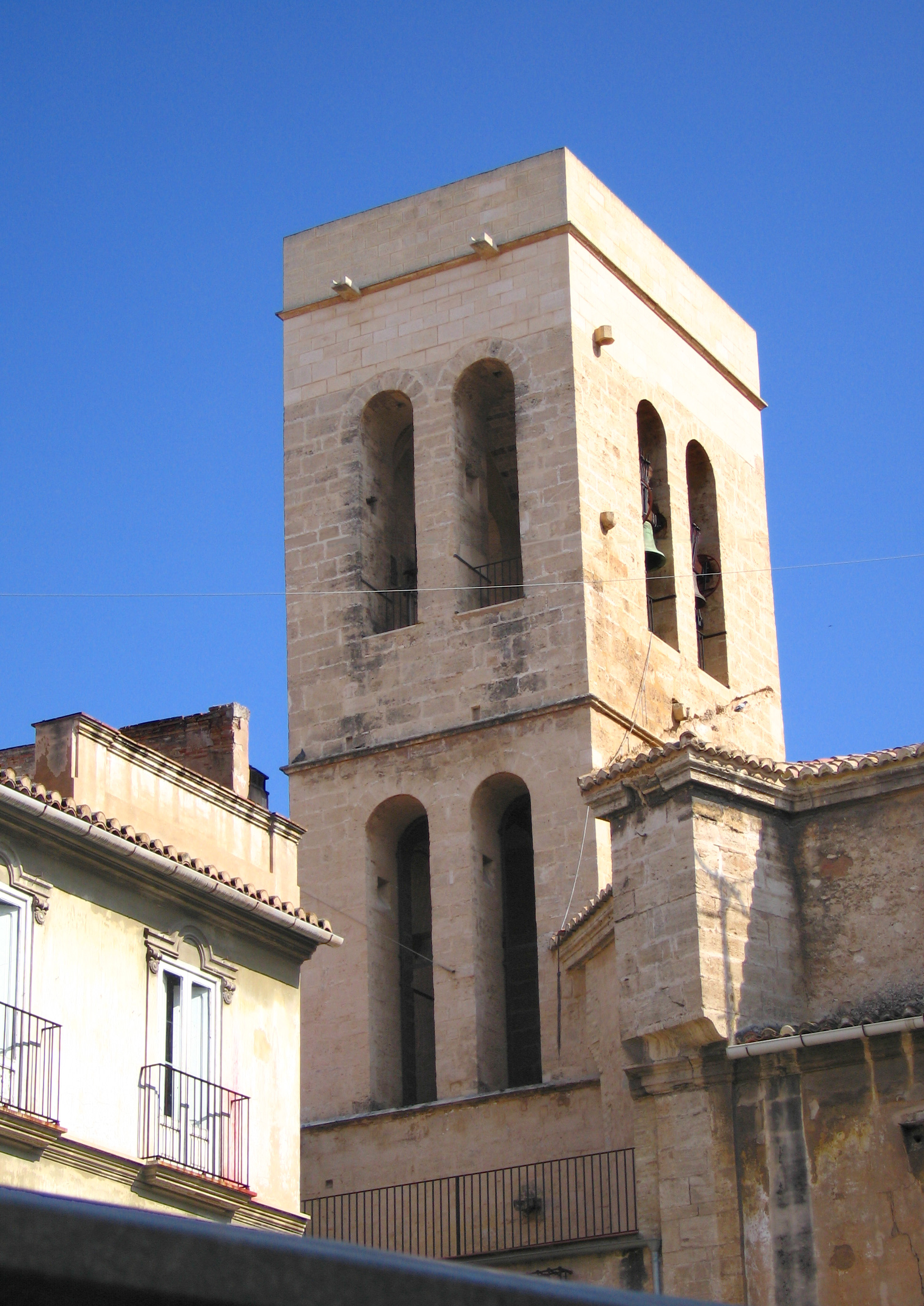
Campanar de l'església

Després de la pesta de 1647 el Consell de la Ciutat va fer un donatiu de mil lliures per a l'obra de l'església. Una altra vegada es renova el temple entre els anys 1663 i 1666 a instàncies del Venerable Domingo Sarrió. Aquesta reforma barroca respectà la volta del presbiteri i segurament les voltes de creueria fetes al segle anterior, segons els testimonis d'Ortí i Ponz, i amb les restes visibles del cor alt es pot suposar com era el revestiment ornamental (semblant al d'altres esglésies de finals del segle xvii, com Sant Esteve).
L'aspecte actual del Salvador no l'adquirí fins a la seua última reforma, feta entre 1826 i 1829 a càrrec de l'arquitecte acadèmic i tractadista Manuel Fornés i Gurrea. Aquesta reforma de l'interior es degué a l'assetjament de la ciutat l'abril de 1823. Fornés va redefinir completament l'espai dins dels murs de l'església amb un ordre corinti monumental de mitges columnes, exemptes al cor alt i al presbiteri, i una volta de canó amb llunetes corbes. Les capelles laterals aprofiten l'espai entre els contraforts i contenen retaules d'ordre jònic de la mateixa època.
En aquest espai s'imposen les grans columnes amb el seu destacat entaulament complet, i el caràcter escenogràfic i monumental. El crucifix famós del Salvador està a l'altar major, envoltat per columnes exemptes i altres quatre adossades al mur, destacant el presbiteri per l'acumulació de columnes i amb la decoració escultòrica destaca la imatge del Salvador, escultura medieval de fusta policromada.
Tota la decoració interior està feta acuradament, els fusts de les columnes de jaspi roig, els capitells, el fris amb roleus i la cornisa amb òvuls i denticles i altres detalls configuren un interior d'aparença sumptuosa. L'arc de la capella major té relleus triomfals enfront de la nau i cassetons hexagonals amb representacions dels apòstols en relleu a l'intradós. Sobre la cornisa del presbiteri destaca el relleu amb el tema de la Transficuració del Senyor, al·ludint a la dedicació originària del temple, i figures al·legòriques sedents de la Justícia i l'Esperança. La decoració del temple es completa amb la pintura dels plafons situats als intradossos de la volta: a la que hi ha sobre el presbiteri Francesc Llàcer Valdermont pintà un Pare Etern entre núvols, Vicent Castelló i Amat realitzà cinc grans escenes de la Passió (entre 1828-29) a la volta de la nau, amb un marcat sentit escenogràfic. Segons Cruilles els treballs d'estucat i daurat s'allargaren fins a l'agost de 1870, «habiendosele añadido adornos de relieve dorados en el friso de la cornisa y otros planos».
La capella de la Comunió es troba als peus, al costat de l'epístola, es construí al segle xvii sobre un terreny cedit pels comtes de Cirat, els quals vivien al palau del costat; es reformà a mitjans del segle xviii. La capella té una planta rectangular amb una volta rebaixada de dos trams separats per un arc faixó. A l'intradós de la volta s'hi conserven part dels frescos pintats per Vicent López, un molt malmés i repintat després de la Guerra Civil, i l'altre en millors condicions que representa a la Verge i als quatre Doctors de l'Església. Els comtes de Cirat foren recompensats per aquesta cessió amb el privilegi d'obrir una tribuna que dona al tercer tram del costat de l'epístola, enfront de la porta que dona al carrer del Salvador.
L'exterior de l'església és compacte i d'aspecte sobri, destaquen els contraforts que s'anivellaren en planta amb el mur exterior de les capelles i amb eixos oblics a la capçalera. La portada del carrer del Salvador és de llinda amb dos pinacles bulbiformes sobre la cornisa flanquejant una fornícula amb la imatge de Crist crucificat, l'altra és semblant, amb una fornícula per a un grup de la Pietat, recau al carrer Trinitaris.